# Théophile van de Woestyne
Théophile Ghislain Marie Van de Woestyne, ook Van de Woestyne d'Herzele, (Gent, 27 mei 1816 - Herzele, 26 mei 1878) was een Belgisch senator en burgemeester.

## Levensloop
Van de Woestyne was vanaf de dertiende eeuw een notabele familie in de streek van Oudenaarde. Théophile Van de Woestyne was een zoon van Emmanuel van de Woestyne (1779-1826) en van Eleonore Clemmen (1792-1819). Hij trouwde in 1853 met gravin Marie-Frédérique de Liedekerke de Pailhe (1834-1909) en ze hadden een zoon, die jong stierf, en vijf dochters, die adellijk trouwden. In 1845 verkreeg hij adelserkenning met de bij eerstgeboorte overdraagbare baronstitel.
Hij begon in 1845 aan een carrière als diplomaat die hij evenwel in 1853 al beëindigde. 
In 1858 werd hij verkozen tot katholiek senator voor het arrondissement Aalst en vervulde dit mandaat tot aan zijn dood.
Hij was tevens burgemeester van Herzele van 1872 tot aan zijn dood. 
Van de Woestyne was circa 1847 bouwheer van het kasteel Du Parc-Locmaria in Herzele. De huidige naam van dit kasteel is ontleend aan de familie Du Parc Locmaria, die er middels het huwelijk van Marie-Thérèse Van de Woestyne met Gustave du Parc van in het bezit kwam. 